# Verbascum auritum
Verbascum auritum är en flenörtsväxtart som beskrevs av Adrien René Franchet. Verbascum auritum ingår i släktet kungsljus, och familjen flenörtsväxter. Inga underarter finns listade i Catalogue of Life.